# Ulrich von Helmstatt

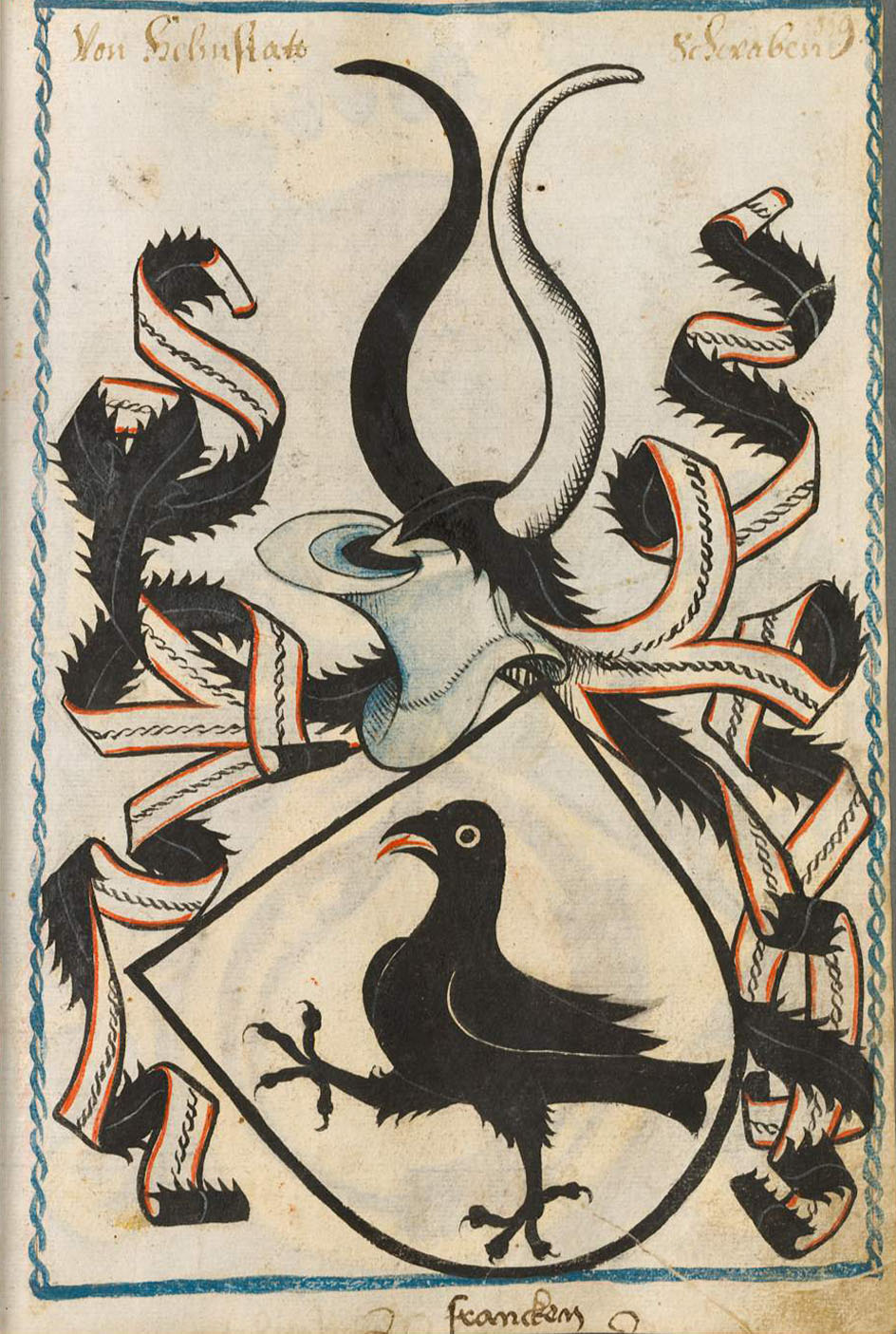
Familienwappen

Ulrich von Helmstatt (* 1419; † 23. Juli 1488) war ein adeliger Domherr in Speyer und in Worms sowie Bischofselekt von Speyer.

## Herkunft und Familie
Er entstammte dem alten Adelsgeschlecht von Helmstatt und wurde als Sohn des Hans II. von Helmstatt zu Grumbach († 1471) und seiner Gattin Margareta von Venningen geboren. Ludwig von Helmstatt, sein Halbbruder aus einer späteren Ehe des Vaters, amtierte von 1478 bis 1504 als Bischof von Speyer, beide waren die Neffen des Speyerer Bischofs Reinhard von Helmstatt († 1456) sowie die Großneffen des Bischofs Raban von Helmstatt († 1439). Der Vater Hans II. von Helmstatt zu Grumbach wirkte bis 1424 als Kurmainzer Amtmann und ab 1427 als fürstbischöflich Speyerer Amtmann in Lauterburg. Überdies war er kurpfälzer Großhofmeister.

## Leben
Ulrich von Helmstatt immatrikulierte sich am 12. Mai 1433 und nochmals am 31. Januar 1436 an der Universität Heidelberg. Hier erwarb er den Grad eines Baccalaureus artium. Am 11. Juli 1439 erhielt er ein Kanonikat mit Präbende am Speyerer Domstift und wurde dortiger Dompropst. 1442 empfing er die Priesterweihe. Helmstatt komplettierte seine Studien in Italien und erwarb dort 1447 den Doktor des kanonischen Rechtes (Dr. decr.). Eine Urkunde vom 25. Mai des Jahres bezeichnet ihn als „Lehrer in geistlichen geschriebenen Rechten und Dompropst zu Speyer“. Ulrich weilte 1454, im Auftrag seines Onkels, Bischof Reinhard von Helmstatt, an der Römischen Kurie. Als dieser starb, wählte man ihn am 30. März 1456 zum Speyerer Oberhirten, er lehnte jedoch ab, da er sich als dieses Amtes nicht würdig erachtete. Daraufhin erkor man Siegfried III. von Venningen zum Bischof. Dessen Nachfolger Johannes II. Nix von Hoheneck entsandte Ulrich von Helmstatt 1459, zusammen mit dem Generalvikar Rucker von Lauterburg, nach Rom, um die päpstliche Bestätigung seiner Erwählung einzuholen. 1460 hatte Helmstatt auch das Amt des Wormser Dompropstes inne. Überdies fungierte er als Speyerer Archidiakon.
Er wurde im (nicht mehr existenten) Kreuzgang des Speyerer Domes beigesetzt.
Der Zeitgenosse Jakob Wimpheling († 1528) rühmte seine Tugend, seine Gelehrsamkeit und seine Wohltätigkeit.